# Lorenz von Brunne
Lorenz von Brunne († 5. August 1337 in Avignon) war Bischof von Gurk.
Lorenz von Brunne war adeliger Herkunft und wurde in Grimming in der Steiermark geboren. Sein Cousin Nikolaus war Pfarrer in Metnitz. Er war sehr gebildet und vermögend, vermutlich studierte er an der Universität in Padua. Im Jahr 1334 wird er zum Bischof von Gurk ernannt. Eine der ersten Funktionen des neuen Bischofs war die Konsekration der Allerheiligenkapelle im alten Salzburger Dom im Jahr 1334.
Am 2. April 1335 starb Herzog Heinrich von Kärnten auf Schloss Tirol. Laut Erbvertrag wurden von nun an die Habsburger Landesherren von Kärnten. Am 2. Juli nahm der neue Herzog Otto der Fröhliche auf dem Zollfeld die Huldigung der Kärntner Stände entgegen. Bischof Lorenz hielt in Maria Saal den Festgottesdienst.
In diplomatischer Mission reiste Bischof Lorenz 1337 an den päpstlichen Hof nach Avignon und wurde dort vom Tod überrascht. Sein baldiges Ende dürfte er geahnt haben, da er bereits auf der Hinreise im schweizerischen Brugg sein Testament aufgesetzt hatte. Beigesetzt wurde Bischof Lorenz in Avignon, seine Grabstätte ist nicht erhalten.